# Micropachycephalosaurus
Micropachycephalosaurus (do latim "pequeno lagarto de cabeça-dura") é um gênero de dinossauro ceratopsiano herbívoro e provavelmente bípede que viveu no final do período Cretáceo. Media em torno de 1 metro de comprimento e 40 centímetros de altura. A espécie-tipo é denominada Micropachycephalosaurus hongtuyanensis. Teria vivido na Ásia e seus fósseis foram descobertos na China. A nomeação oficial da espécie ocorreu em 1978. O nome Micropachycephalosaurus hongtuyanensis chama a atenção por ser o nome científico mais extenso entre todas as espécies de dinossauro.
Originalmente classificado como membro de Pachycephalosauria, Micropachycephalosaurus é considerado atualmente um ceratopsiano basal, sendo portanto membro do grupo divergente dentro de Marginocephalia.

## Descoberta
O holótipo IVPP V5542 foi encontrado em um penhasco a sudoeste de Laiyang, província de Shandong, perto da estação ferroviária de Hongtuyan. Os restos mortais foram nomeados e descritos por Dong Zhiming em 1978 como pertencentes ao novo gênero e espécie Micropachycephalosaurus hongtuyanensis, que ele imaginou incorretamente ter sido descoberto na Formação Wangshi.
O IVPP V5542 consistia no quadrado esquerdo, uma fileira de dentes parciais com sete dentes, outra fileira de dentes parciais sem dentes preservados, um único dente solto, um basioccipital parcial, o centro de três dorsais posteriores e duas vértebras sacrais, associado a impressões do espinhas neurais da dorsal mais posterior e quatro sacrais, quatro vértebras caudais parciais preservadas em quase articulação com divisas associadas, o centra isolado de sete caudais (um com um arco neural parcial), um único arco neural caudal parcial isolado, um ílio esquerdo parcial, um fêmur esquerdo e a porção proximal da tíbia esquerda. Dong (1978) descreveu brevemente, mas não figurou, um parietal e esquamosal que também supostamente pertenciam ao holótipo, mas Butler & Zhao (2009) não conseguiram localizá-los.

### Etmologia
Este gênero chama atenção por ter o maior nome de dinossauro já descrito, com 23 letras. Micropachycephalosaurus significa "pequeno lagarto de cabeça-dura", sendo a junção de micro (que significa "pequeno" ou "menor") com o nome do gênero Pachycephalosaurus, que é composto pelas palavras gregas pachys-/παχύς- "grosso", kephale/κεφαλή "cabeça" e sauros/σαῦρος "lagarto". Isto se deveu por seu descritor, Dong Zhiming, acreditar que este dinossauro seria um membro do clado Pachycephalosauria.

## Descrição
O Micropachycephalosaurus foi um pequeno dinossauro herbívoro que media cerca de 1 metro de comprimento em seu tamanho adulto. Sendo um dinossauro ornístiquio, era herbívoro, andava em uma postura bípede, similar a outros dinossauros ornitopódes basais, que também compartilham ancestralidade no clado Cerapoda, alcançando entre 40 à 50 centímetros de altura.

## Classificação
O paleontólogo Dong Zhiming originalmente o descreveu como um membro do Pachycephalosauria, um grupo de herbívoros bípedes com cabeça de cúpula. No entanto, a reavaliação da família Pachycephalosauridae por Sullivan em 2006 lançou dúvidas sobre esta atribuição. Em 2011, uma análise cladística realizada por Butler et al. revelou que Micropachycephalosaurus é um membro basal do grupo Ceratopsia, e não pertence ao grupo Pachycephalosauria como se acostumava acreditar anteriormente.
Abaixo, segue o cladograma conduzido por Buttler e colegas, que propuseram uma filogenia para Changchusaurus, onde Micropachycephalosaurus aparece dentro de Ceratopsia.
|  | Goyocephale                                                            |
|  |                                                                        |
|  | \| \| Homalocephale \| \| \| \| \| \| Pachycephalosauridae \| \| \| \| |
|  |                                                                        |
|  | Homalocephale                                                          |
|  |                                                                        |
|  | Pachycephalosauridae                                                   |
|  |                                                                        |

|  | Homalocephale        |
|  |                      |
|  | Pachycephalosauridae |
|  |                      |

|  | Goyocephale                                                            |
|  |                                                                        |
|  | \| \| Homalocephale \| \| \| \| \| \| Pachycephalosauridae \| \| \| \| |
|  |                                                                        |
|  | Homalocephale                                                          |
|  |                                                                        |
|  | Pachycephalosauridae                                                   |
|  |                                                                        |

|  | Homalocephale        |
|  |                      |
|  | Pachycephalosauridae |
|  |                      |

|  | Stenopelix |
|  |            |
|  | Yinlong    |
|  |            |

|  | Archaeoceratops                                                    |
|  |                                                                    |
|  | \| \| Leptoceratopsidae \| \| \| \| \| \| Coronosauria \| \| \| \| |
|  |                                                                    |
|  | Leptoceratopsidae                                                  |
|  |                                                                    |
|  | Coronosauria                                                       |
|  |                                                                    |

|  | Leptoceratopsidae |
|  |                   |
|  | Coronosauria      |
|  |                   |

|  | Archaeoceratops                                                    |
|  |                                                                    |
|  | \| \| Leptoceratopsidae \| \| \| \| \| \| Coronosauria \| \| \| \| |
|  |                                                                    |
|  | Leptoceratopsidae                                                  |
|  |                                                                    |
|  | Coronosauria                                                       |
|  |                                                                    |

|  | Leptoceratopsidae |
|  |                   |
|  | Coronosauria      |
|  |                   |

|  | Archaeoceratops                                                    |
|  |                                                                    |
|  | \| \| Leptoceratopsidae \| \| \| \| \| \| Coronosauria \| \| \| \| |
|  |                                                                    |
|  | Leptoceratopsidae                                                  |
|  |                                                                    |
|  | Coronosauria                                                       |
|  |                                                                    |

|  | Leptoceratopsidae |
|  |                   |
|  | Coronosauria      |
|  |                   |

|  | Archaeoceratops                                                    |
|  |                                                                    |
|  | \| \| Leptoceratopsidae \| \| \| \| \| \| Coronosauria \| \| \| \| |
|  |                                                                    |
|  | Leptoceratopsidae                                                  |
|  |                                                                    |
|  | Coronosauria                                                       |
|  |                                                                    |

|  | Leptoceratopsidae |
|  |                   |
|  | Coronosauria      |
|  |                   |

|  | Stenopelix |
|  |            |
|  | Yinlong    |
|  |            |

|  | Archaeoceratops                                                    |
|  |                                                                    |
|  | \| \| Leptoceratopsidae \| \| \| \| \| \| Coronosauria \| \| \| \| |
|  |                                                                    |
|  | Leptoceratopsidae                                                  |
|  |                                                                    |
|  | Coronosauria                                                       |
|  |                                                                    |

|  | Leptoceratopsidae |
|  |                   |
|  | Coronosauria      |
|  |                   |

|  | Archaeoceratops                                                    |
|  |                                                                    |
|  | \| \| Leptoceratopsidae \| \| \| \| \| \| Coronosauria \| \| \| \| |
|  |                                                                    |
|  | Leptoceratopsidae                                                  |
|  |                                                                    |
|  | Coronosauria                                                       |
|  |                                                                    |

|  | Leptoceratopsidae |
|  |                   |
|  | Coronosauria      |
|  |                   |

|  | Archaeoceratops                                                    |
|  |                                                                    |
|  | \| \| Leptoceratopsidae \| \| \| \| \| \| Coronosauria \| \| \| \| |
|  |                                                                    |
|  | Leptoceratopsidae                                                  |
|  |                                                                    |
|  | Coronosauria                                                       |
|  |                                                                    |

|  | Leptoceratopsidae |
|  |                   |
|  | Coronosauria      |
|  |                   |

|  | Archaeoceratops                                                    |
|  |                                                                    |
|  | \| \| Leptoceratopsidae \| \| \| \| \| \| Coronosauria \| \| \| \| |
|  |                                                                    |
|  | Leptoceratopsidae                                                  |
|  |                                                                    |
|  | Coronosauria                                                       |
|  |                                                                    |

|  | Leptoceratopsidae |
|  |                   |
|  | Coronosauria      |
|  |                   |

|  | Goyocephale                                                            |
|  |                                                                        |
|  | \| \| Homalocephale \| \| \| \| \| \| Pachycephalosauridae \| \| \| \| |
|  |                                                                        |
|  | Homalocephale                                                          |
|  |                                                                        |
|  | Pachycephalosauridae                                                   |
|  |                                                                        |

|  | Homalocephale        |
|  |                      |
|  | Pachycephalosauridae |
|  |                      |

|  | Goyocephale                                                            |
|  |                                                                        |
|  | \| \| Homalocephale \| \| \| \| \| \| Pachycephalosauridae \| \| \| \| |
|  |                                                                        |
|  | Homalocephale                                                          |
|  |                                                                        |
|  | Pachycephalosauridae                                                   |
|  |                                                                        |

|  | Homalocephale        |
|  |                      |
|  | Pachycephalosauridae |
|  |                      |

|  | Stenopelix |
|  |            |
|  | Yinlong    |
|  |            |

|  | Archaeoceratops                                                    |
|  |                                                                    |
|  | \| \| Leptoceratopsidae \| \| \| \| \| \| Coronosauria \| \| \| \| |
|  |                                                                    |
|  | Leptoceratopsidae                                                  |
|  |                                                                    |
|  | Coronosauria                                                       |
|  |                                                                    |

|  | Leptoceratopsidae |
|  |                   |
|  | Coronosauria      |
|  |                   |

|  | Archaeoceratops                                                    |
|  |                                                                    |
|  | \| \| Leptoceratopsidae \| \| \| \| \| \| Coronosauria \| \| \| \| |
|  |                                                                    |
|  | Leptoceratopsidae                                                  |
|  |                                                                    |
|  | Coronosauria                                                       |
|  |                                                                    |

|  | Leptoceratopsidae |
|  |                   |
|  | Coronosauria      |
|  |                   |

|  | Archaeoceratops                                                    |
|  |                                                                    |
|  | \| \| Leptoceratopsidae \| \| \| \| \| \| Coronosauria \| \| \| \| |
|  |                                                                    |
|  | Leptoceratopsidae                                                  |
|  |                                                                    |
|  | Coronosauria                                                       |
|  |                                                                    |

|  | Leptoceratopsidae |
|  |                   |
|  | Coronosauria      |
|  |                   |

|  | Archaeoceratops                                                    |
|  |                                                                    |
|  | \| \| Leptoceratopsidae \| \| \| \| \| \| Coronosauria \| \| \| \| |
|  |                                                                    |
|  | Leptoceratopsidae                                                  |
|  |                                                                    |
|  | Coronosauria                                                       |
|  |                                                                    |

|  | Leptoceratopsidae |
|  |                   |
|  | Coronosauria      |
|  |                   |

|  | Stenopelix |
|  |            |
|  | Yinlong    |
|  |            |

|  | Archaeoceratops                                                    |
|  |                                                                    |
|  | \| \| Leptoceratopsidae \| \| \| \| \| \| Coronosauria \| \| \| \| |
|  |                                                                    |
|  | Leptoceratopsidae                                                  |
|  |                                                                    |
|  | Coronosauria                                                       |
|  |                                                                    |

|  | Leptoceratopsidae |
|  |                   |
|  | Coronosauria      |
|  |                   |

|  | Archaeoceratops                                                    |
|  |                                                                    |
|  | \| \| Leptoceratopsidae \| \| \| \| \| \| Coronosauria \| \| \| \| |
|  |                                                                    |
|  | Leptoceratopsidae                                                  |
|  |                                                                    |
|  | Coronosauria                                                       |
|  |                                                                    |

|  | Leptoceratopsidae |
|  |                   |
|  | Coronosauria      |
|  |                   |

|  | Archaeoceratops                                                    |
|  |                                                                    |
|  | \| \| Leptoceratopsidae \| \| \| \| \| \| Coronosauria \| \| \| \| |
|  |                                                                    |
|  | Leptoceratopsidae                                                  |
|  |                                                                    |
|  | Coronosauria                                                       |
|  |                                                                    |

|  | Leptoceratopsidae |
|  |                   |
|  | Coronosauria      |
|  |                   |

|  | Archaeoceratops                                                    |
|  |                                                                    |
|  | \| \| Leptoceratopsidae \| \| \| \| \| \| Coronosauria \| \| \| \| |
|  |                                                                    |
|  | Leptoceratopsidae                                                  |
|  |                                                                    |
|  | Coronosauria                                                       |
|  |                                                                    |

|  | Leptoceratopsidae |
|  |                   |
|  | Coronosauria      |
|  |                   |

## Paleoecologia
O Micropachycephalosaurus foi encontrado na Formação Jiangjunding do grupo chinês Wangshi.  A formação Jiangjunding consiste em arenitos cinza-púrpura ou marrom-avermelhados ou várias consistências, siltitos e conglomerados. O grupo Wangshi de formações geológicas é geralmente considerado como sendo do Cretáceo Superior, embora algumas regiões sejam mais antigas. Com base na descoberta do Pinacosaurus, conhecido apenas em outros lugares da Formação Djadokhta ou regiões da mesma idade, presumiu-se que o Grupo Wangshi tivesse uma idade semelhante de 75 a 71 milhões de anos. A idade específica para a Formação Hongtuya foi identificada como 73,5-72,9 milhões de anos atrás. Como o Hongtuya é diretamente mais antigo do que o Jiangjunding, foi identificado que Tanius sinensis, um contemporâneo do Micropachycephalosaurus, viveu do último Campaniano ao primeiro Maastrichtiano por Borinder em 2015.
A Formação Jiangjunding foi depositada em um ambiente fluvial a lacustre. O clima foi quente e úmido durante a maior parte do período, embora estivesse começando a secar após o Jiangjunding. Animais que viveram ao lado do Micropachycephalosaurus na formação inclui o anquilossauriano Pinacosaurus grangeri; o hadrossauro Tanius sinensis; saurópodes intermediários; celurossauros intermediários; e queloniídeos intermediários que apresentam semelhanças com Nanhsiungchelyidae. Múltiplas localidades de ovos de dinossauros também foram identificadas.